# ديريك ديغبي
ديريك ديغبي (بالإنجليزية: Derek Digby)‏ هو لاعب كرة قدم بريطاني، ولد في 14 مارس 1931 في Teignmouth ‏ في المملكة المتحدة، وتوفي في 27 سبتمبر 2005 في لدبوري ‏ في المملكة المتحدة. لعب مع نادي إكزتر سيتي ونادي ساوثهامبتون ونادي لدبري تاون.